# Христо Колев – Малкия
Вижте пояснителната страница за други личности с името Христо Колев.
Христо Колев Велинов (15 февруари 1925 – 24 април 2010) с псевдоним Малкия е анархист, роден в с. Домлян.

## Биография
Учи и завършва гимназията в Карлово, където се включва в анархистическото движение и в борбата на анархистите, която те определят да е за „свобода, равенство, справедливост и нравственост“. След гимназията се записва в Педагогическото училище в Казанлък, но учи в него само 1 час и е изгонен като анархист.
Той е сред най-младите делегати на Конференцията на ФАКБ в Княжево. Тогава, на 10 март 1945 година, е арестуван и задържан. Изпратен е в концлагера в Белене.
Активно участва във възстановяването на ФАКБ под името ФАБ, до края на живота си е активен журналист във в. „Свободна мисъл“.